# John Symes
John Symes OBE (Crediton, Devon, 11 de gener de 1879 – Sandford, Devon, 23 de setembre de 1944) va ser un jugador de criquet anglès, que va competir a cavall del segle xix i el segle xx. El 1900 va prendre part en els Jocs Olímpics de París, on guanyà la medalla d'or en la competició de Criquet a XII com a integrant de l'equip britànic.
El 1919 va rebre l'Orde de l'Imperi Britànic pels seus serveis durant la Primera Guerra Mundial.